# Rodrigo Mora
Rodrigo Mora de Carvalho (* 5. května 2007) je portugalský fotbalista, který hraje jako ofenzivní záložník nebo křídlo za portugalské Porto.

## Reprezentační kariéra
Dne 25. listopadu 2021 vstřelil gól za reprezentaci do 15 let v zápase proti Finsku. S týmem do 17 let se Mora zúčastnil Mistrovství Evropy hráčů do 17 let 2024 na Kypru. Skončil jako nejlepší střelec turnaje s pěti góly a pomohl Portugalsku dostat se do finále, kde Portugalsko prohrálo s Itálií 3:0. Za své výkony byl jmenován do „týmu turnaje“.
Dne 10. září 2024 Mora debutoval za reprezentaci do 21 let.
Mora byl 20. května 2025 povolán do seniorské reprezentace Portugalska pro Ligu národů UEFA 2024/25, která se hrálo v červnu, Portugalsko turnaj vyhrálo. Mora v žádném zápase nenastoupil.